# Николичевци
Николичевци (болг. Николичевци) — село в Болгарии. Находится в Кюстендилской области, входит в общину Кюстендил. Население составляет 422 человека.

## Политическая ситуация
В местном кметстве Николичевци, в состав которого входит Николичевци, должность кмета (старосты) исполняет Спаска Асенова Методиева (независимый) по результатам выборов правления кметства.
Кмет (мэр) общины Кюстендил — Петыр Георгиев Паунов (коалиция в составе 3 партий: Демократы за сильную Болгарию (ДСБ), Союз демократических сил (СДС), партия АТАКА) по результатам выборов в правление общины.